# Pseudoficimia frontalis
Genre
Espèce
Synonymes
- Toluca frontalis Cope 1864
- Pseudoficimia pulcherrima Taylor & Smith, 1942
- Pseudoficimia hiltoni Bogert & Oliver, 1945

Statut de conservation UICN

 LC  : Préoccupation mineure
Pseudoficimia frontalis, unique représentant du genre Pseudoficimia, est une espèce de serpents de la famille des Colubridae.

## Répartition
Cette espèce est endémique du Mexique. Elle est présente jusqu'à 1 100 m d'altitude.

## Description
C'est une espèce ovipare.

## Publications originales
- Cope, 1864 : Contributions to the herpetology of tropical America. Proceedings of the Academy of Natural Sciences of Philadelphia, vol. 16, p. 166-181 (texte intégral).
- Bocourt, 1883 in Duméril, Bocourt & Mocquard, 1870-1909 : Études sur les reptiles. p. 1-1012, in Recherches Zoologiques pour servir a l'Histoire de la Faune de l'Amérique Centrale et du Mexique. Mission Scientifique au Mexique et dans l'Amérique, Imprimerie Impériale, Paris.